# فرانز برندل
كارل فرانز برندل (بالإنجليزية: Karl Franz Brendel)‏ (1811-1868) هو ناقد موسيقي وصحفي وخبير موسيقي ألماني وُلد في ستولبرغ [الإنجليزية]. كان والده مُهندس تعدين يُدعى كريستيان فريدريك برندل [الإنجليزية]. كان طالبًا في ثلاثِ جامعات (جامعة لايبتزغ، جامعة برلين، وجامعة فرايبورغ) حتى عام 1840. بدأ بتدريس تاريخ الموسيقى في معهد لايبزيغ الموسيقي [الإنجليزية] في عام 1846. في عام 1852 نشر كتاباً عن الموسيقار النمساوي فرانز ليزت.